# Castell de Vilassar
El Castell de Vilassar és un edifici de Vilassar de Dalt (Maresme), declarat bé cultural d'interès nacional. Es troba a l'extrem d'un dels braços que davallen de la Serralada Litoral, que divideix els aiguavessants de les dues rieres de la població, deixant un fort pendent (rost) al costat de ponent i integrat a la part de llevant dins el nucli urbà de la vila.

## Història
Sembla plausible que els orígens del castell es remuntin al segle x, quan ja existia un nucli originari format per una torre de guaita i un recinte emmurallat al voltant. Al principi constituïa el centre d'una jurisdicció amb entitat pròpia però aviat fou propietat dels senyors de Burriac. L'any 1146, Berenguer Guadall de Sant Vicenç i Berenguera establiren la batllia de Vilassar a Marc Morell. El 1171, Pere de Sant Vicenç pactà amb Pere de Montornès una convinença per la qual li encomanà els feus de la torre de Vilassar.
L'any 1262, Berenguer de Sant Vicenç el va cedir al seu fill Guillem, juntament amb el castell de Burriac. El 1273, Guillem comprà el dret sobre la castlania a Guillem de Tagamanent. L'any 1322, els castells de Sant Vicenç i Vilassar van passar a Berengueró de Sant Vicenç qui morí sense successió masculina, probablement degut a la pesta negra. En quedar la família Sant Vicenç sense descendència, i per a satisfer el gran nombre de creditors, els castells de Vilassar i Burriac van ser venuts al burgès i escrivà de ració barceloní Pere des Bosc l'any 1352 per 190.000 sous. Pere des Bosc racionalitzà la gestió i administració de les seves jurisdiccions (Vilassar, Premià, Argentona i Cabrils), Capbrevà els seus dominis (1358-1360) i establí els termes amb els castell de Dosrius i el de Mataró, procés que originà conflictes amb els senyors de Premià i de la Roca i el síndic de Barcelona, ja que aquest considerava que pertanyien al terme de les vegueria i batllia Barcelonina.
El 1419 va ser integrat a les possessions reials per Alfons el Magnànim, tot i que els Desbosch van seguir ocupant-lo durant els segles xvi i xvii. La incorporació total del terme i la parròquia de Vilassar a la Corona es realitzà el 1660. L'any 1704 s'extingí el llinatge, i per enllaços matrimonials passà successivament als Oms, als Copons (marquesos de Moja de la Torre) i als Sarriera (marquesos de Santa Maria de Barberà i de la Manresana), que encara en mantenen la propietat. Sense perdre el seu paper de centre de cobrament de rendes dominicals, el castell tingué funcionalitat bèl·lica diverses vegades. L'entrada de les tropes borbòniques (1713), el saqueig de la divisió napoleònica del general Lechi (1809) i la darrera carlinada (1874).

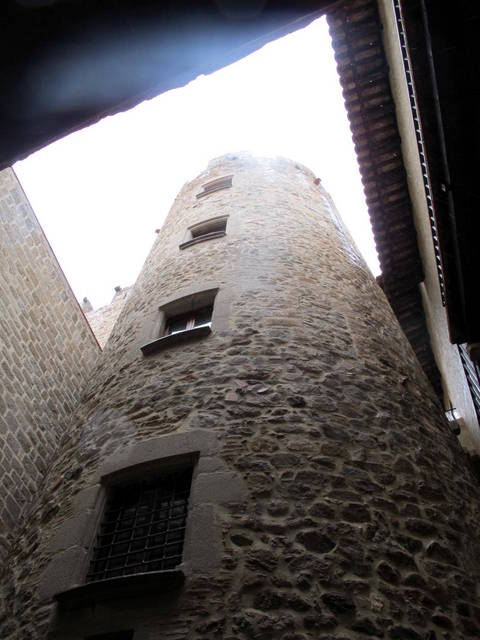
Castell de Vilassar. Torre de l'homenatge (abril 2013)

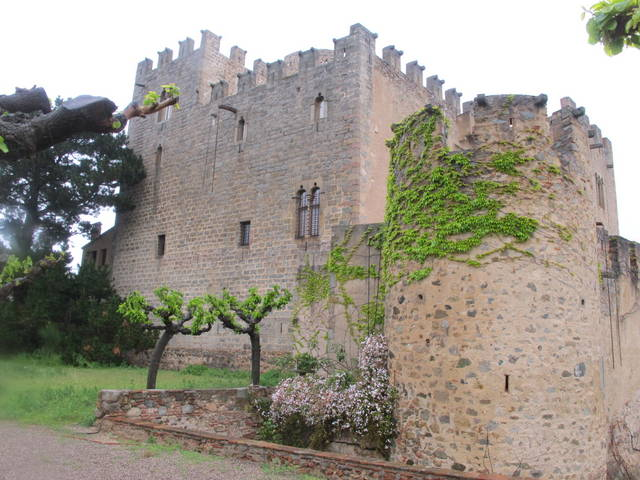
Castell de Vilassar (abril 2013)

L'any 1931 va ser declarat monument historicoartístic, i actualment acull l'Arxiu dels Marquesos de Santa Maria de Barberà, amb més de 8000 pergamins, centenars de lligalls en paper, 300 llibres i 70 manuscrits, i és un dels arxius privats medievals més importants del nostre país.

## Edifici
El castell és de planta irregular concentrada. Consta de dos recintes articulats al voltant de dos patis. S'entra al primer àmbit per un pont d'obra que salva un vall ample i fondo. Al costat dret del pati hi ha les sales antigament destinades a taller, i al costat esquerre la capella dedicada a la Santíssima Trinitat i a la Concepció de Maria (segons breu concedit pel papa Benet XIII el 1402) i la cuina. La decoració i el retaule actual són del 1680, quan es restaurà tota la capella. El retaule és obra del pintor barceloní Joan Arnau.
La segona portalada s'obre a un pati interior que inclou una gran torre cilíndrica del segle xii, de cinc pisos i uns murs de més de 2'40 m de gruix que conté encastada l'escala de cargol. El quadrilàter determinat pel perímetre de l'edifici i aquest pati interior dona lloc a tres crugies als costats E, S i W mentre que al N només hi cap un estret camí de ronda a l'altura dels merlets. El primer pis de la crugia de ponent era destinat a magatzem de blat, cuina i font mentre que al costat de llevant s'obria l'ala noble.
A finals del segle xiii s'hi afegí una torre quadrada gòtica al costat dret de la portalada. A partir d'aleshores va patir un seguit de reformes radicals, tot seguint la tendència de convertir les fortaleses en casals senyorials o palaus. La part principal de l'obra és del segle xiv, on destaca el sostre amb embigat de fusta pintat, semblant al de Vulpellac, i al segle xv es va decorar la façana amb finestrals gòtics. El procés de deteriorament començà el segle xvii, quan s'hi introduïren un seguit d'afegits que foren eliminats en la restauració de 1950-1956.